# 自由廣場 (明斯克)

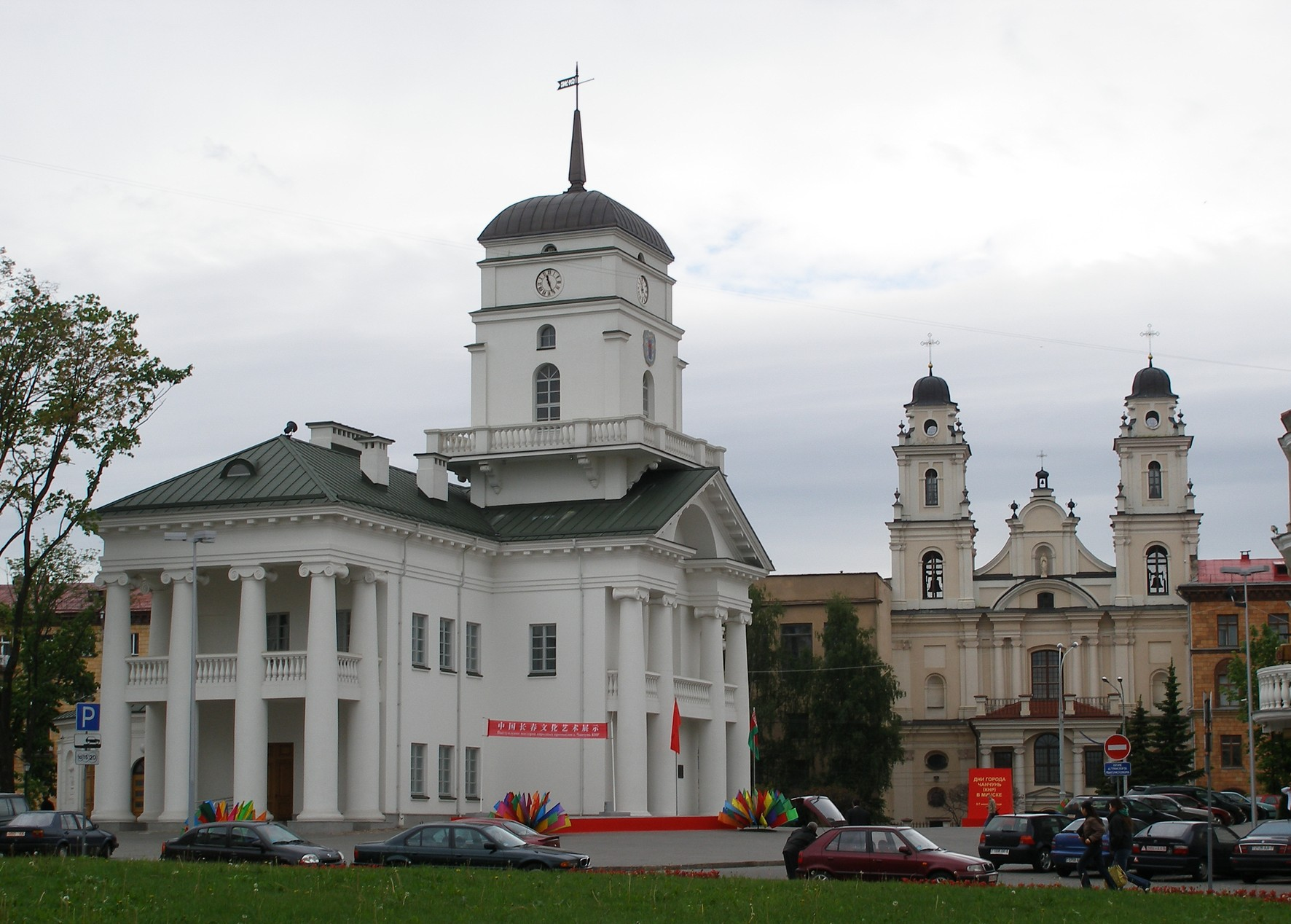
自由廣場

自由廣場是白俄羅斯首都明斯克市中心地區的一座廣場。自由廣場位於斯維斯拉奇河沿岸，形成於16世紀，曾名為大教堂廣場。自由廣場曾經是明斯克的市中心，但在衛國戰爭中遭到嚴重破壞，重要性下降。1980年代後，自由廣場上的部分古建築得到重建。現在自由廣場上有明斯克市政廳等建築。

## 外部連結
维基共享资源上的相關多媒體資源：自由廣場
- Гісторыя Плошчы Свабоды （页面存档备份，存于） — «Мінск стары і новы»